# Чан, Сиджер
Сиджер Чан Какхён (англ. Ceajer Chan Ka-keung; иер. трад. 陳家強, кант.-рус.: Чхань Какхён, палл.: Чэнь Цзяцян; родился 10 февраля 1957 года в Гонконге, Британская Империя), также известный как Кей-Си Чан (англ. KC Chan) — китайский экономист, декан и эмерит профессор финансов Гонконгского университета науки и технологии, министр  финансов и казначейства в правительстве Гонконга с 2007 года.

## Биография
Кей Си Чан родился 10 февраля 1957 года в Гонконге. В 1961 году появился на свет его младший брат Чан Калок, который впоследствии также станет профессором финансов Китайского университета Гонконга.
Кей Cи Чан отправился в США, где в 1979 году получил степень бакалавра искусств с отличием по экономике в Уэслианском университете, а в 1981 году степень магистра делового администрирования в Чикагском университете. В 1985 году был удостоен степени доктора философии по финансам в Чикагском университете.
Преподавательскую деятельность начал в качестве приглашённого преподавателя по финансам в 1984—1985 годах, ассистента профессора по финансам в 1985—1991 годах, ассоциированным профессором по финансам в 1991—1995 годах в бизнес-колледже Макса Фишера при Университете штата Огайо. Вернувшись в Гонконг, был преподавателем по финансам в 1993—1994 годах, исполняющим обязанности заведующим кафедрой бухгалтерского учёта в 1994—1996 годах, полным профессором финансового факультета в 1994—2005 годах и заведующим кафедрой финансов в 1994—2000 годах, помощником декана в 1996—2000 годах, исполняющим обязанности деканом в 2001—2002 годах, деканом факультета в 2002—2007 годах, профессором кафедры финансов с 2013 года и эмерит профессором финансового факультета с 2013 года в Школе бизнеса и менеджмента Гонконгского университета науки и технологии.
Кей Си Чан был сопрезидентом Азиатской финансовой ассоциации в 2003—2006 годах, вице-президентом в 1998—2000 годах и президентом в 2001—2002 годах Азиатско-тихоокеанской финансовой ассоциации, директором в 1998—2000 годах Гонконгской биржи фьючерсов.
Кей Си Чань является с 2007 года министром  финансов и казначейства в правительстве Гонконга,
редактором журнала «International Review of Finance», помощником редактора «Pacific-Basin Finance Journal» и «Financial Analysts Journal», членом Американской финансовой ассоциации.
Семья
Чан женат на Ху Цуйпин (до 2013 года являлась исполнительным директором Morgan Stanley в Гонконге) и имеет двух детей.

## Награды
Кей Си Чан за свои достижения был отмечен рядом наград:
- 2006 — назначен мировым судьёй (JP);
- 2007 — серебряная звезда Баухинии[англ.] в знак признания общественного и социального вклада, в том числе в финансовых услугах, а также прав и интересов потребителей, а также в деле сокращения масштабов нищеты;
- 2012 — золотая звезда Баухинии[англ.].